# Ferrocarril Rètic
El ferrocarril Rètic o RhB (Rhätische Bahn en alemany, Ferrovia Retica en italià, i Viafer Retica en romanx) és la segona companyia fèrria més important de Suïssa, per darrere de SBB-CFF-FFS. Inclou prop de 381 quilòmetres que discorren pel cantó dels Grisons, i l'any 2002 tenia 1.479 empleats.
Des del 6 de juliol de 2008, el Comitè de la UNESCO ha inscrit el ferrocarril Rétic al llarg dels paisatges d'Albula i Bernina en la llista del Patrimoni de la Humanitat. Aquesta inscripció concerneix els 122 quilòmetres de via fèrria entre Thusis, Sankt Moritz i Tirano, i els 144 ponts i 42 túnels que componen aquests traçats, així com l'entorn paisatgístic que ho envolta.
Atès que es localitza en territori suís i Italià, és un patrimoni compartit per ambdós països.

## Traçat
El traçat del ferrocarril Rètic es desenvolupa per complet en un ample mètric, i connecta amb el traçat de SBB-CFF-FFS a la capital del cantó dels Grisons, Coira, i amb el de Ferrovie dello Stato Italiane al poble llombard de Tirano.
Pel que fa a l'electrificació, comprèn tres trams: 
61 quilòmetres en corrent continu de 1.000 V, corresponents a la línia del Bernina Bahn, Tirà-Saint Moritz.
12 quilòmetres en corrent continu de 1.500 V, corresponents a la línia Castione-Llit.
321 quilòmetres en corrent altern d'11 KV, i 16 Hz, corresponents a la línia de la Vereina, entre Coira i Arosa.
Inclou un total 383 ponts, i 84 túnels, i en destaca el de Vereina, amb 19,042 quilòmetres, i el d'Albula, de 5,864 quilòmetres. El pendent màxim és d'un 7%, i es troba en la línia de Bernina, corresponent a la línia de corrent continu. El pendent màxim en corrent altern és del 4%.

## Línia

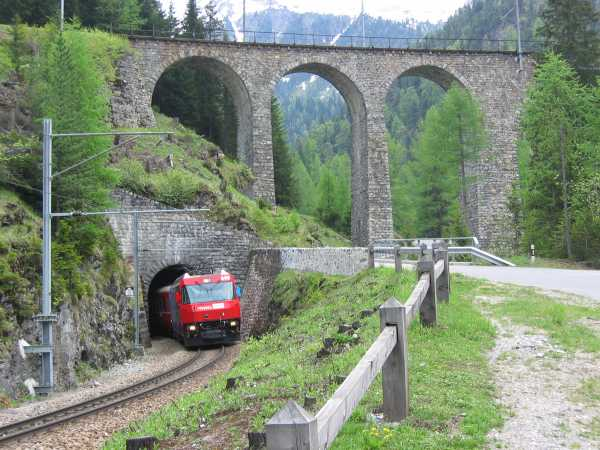
Línia d'Albula

El tren Vermell no és només un mitjà de transport públic a Suïssa, sinó que també és un gran atractiu turístic, ja que més de la meitat dels seus usuaris són estrangers.
Entre els trens que componen el parc ferroviari, destaquen cinc amb nom propi: 
- Glacier Express, també conegut com l'exprés més lent del món. Recorregut: Zermatt-Saint Moritz.
- Bernina Express. Recorregut: Coira-Tirà, pel túnel de Bernina.
- Aqualino Scuol. Recorregut: Landquart-Scuol, pel túnel de Vereina.
- Engadine Star. Recorregut: Landquart-Saint-Moritz, pel túnel de Vereina.
- Arosa Bahn. Recorregut: Coira-Arosa.

## Història

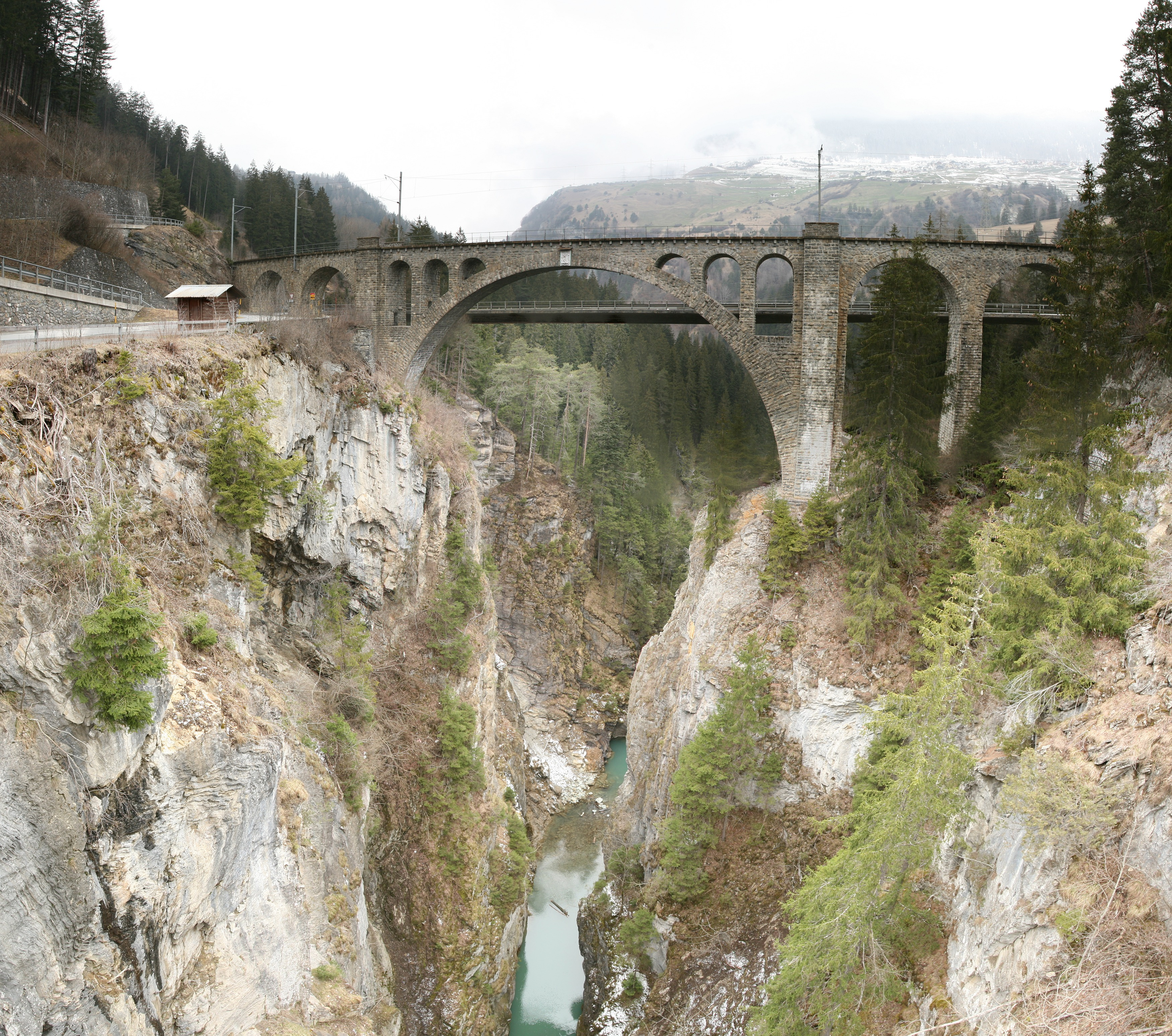
Pont de Solis

La xarxa va ser construïda entre 1889 i 1913. Fou un holandès, Jan Willem Holsboer, propietari d'un hotel a Davos qui en va prendre la primera iniciativa. Va crear l'empresa "Schmalspurbahn Landquart-Davos", que va inaugurar el primer tram de la línia Landquart a Klosters el 1889, després de Klosters a Davos el 1890. La companyia va prendre el nom de "Ferrocarrils Retic (Rhätische Bahn)" el 1895.
La línia d'Albula (Thusis-St Moritz) es va completar el 1903.
L'electrificació de la xarxa es va iniciar amb l'encàrrec el 1913 de la St. Moritz-Scuol. L'elecció se centra en AC monofàsica 11 kV 16 2 / 3 Hz, que havia estat provada amb base a Seebach entre Engadine i Wettingen des de 1904 a 1909.
El 1943, la RHB absorbeix la Berninabahn, que va obrir la línia de St. Moritz a Tirano el 1910, 1950 i el Chur-Arosa-Bahn, línia construïda el 1914.
L'última línia construïda entre Klosters i Lavín a la Baixa Engadina fou oberta el 19 de novembre de 1999. Aquest tram reforça significativament la capacitat de la xarxa.
En la seva reunió de 6 de juliol de 2008, el Comitè del Patrimoni Mundial de la UNESCO acorda la inscripció: "Els ferrocarrils Rhaetianen del paisatge d'Albula Bernina en el Patrimoni de la Humanitat". Aquest registre inclou tant els 122 quilòmetres de via entre Thusis, St. Moritz i Tirano i els 144 ponts i 42 túnels i galeries que la componen, com també tot el paisatge, descrit com "zona d'amortiment" i paisatge que abasta totes les àrees visibles des del tren.